# Enhydrosoma
Enhydrosoma är ett släkte av kräftdjur. Enhydrosoma ingår i familjen Cletodidae.

## Dottertaxa tillEnhydrosoma, i alfabetisk ordning[1][2]
- Enhydrosoma barnishi
- Enhydrosoma baruchi
- Enhydrosoma bifurcarostratum
- Enhydrosoma birsteini
- Enhydrosoma caeni
- Enhydrosoma cananeiae
- Enhydrosoma curticauda
- Enhydrosoma curvirostre
- Enhydrosoma gariene
- Enhydrosoma gerlachi
- Enhydrosoma guaratubae
- Enhydrosoma herrerai
- Enhydrosoma hopkinsi
- Enhydrosoma ivitteae
- Enhydrosoma lacunae
- Enhydrosoma latipes
- Enhydrosoma littorale
- Enhydrosoma longifurcatum
- Enhydrosoma mangroviae
- Enhydrosoma micrurum
- Enhydrosoma migoti
- Enhydrosoma minimum
- Enhydrosoma nicobaricum
- Enhydrosoma pericoense
- Enhydrosoma pontica
- Enhydrosoma propinquum
- Enhydrosoma sarsi
- Enhydrosoma sordidum
- Enhydrosoma stylicaudatum
- Enhydrosoma tunisensis